# Altération de l'état général
Pour les articles homonymes, voir AEG.
En médecine, l'altération de l'état général (AEG) désigne un syndrome associant trois signes cliniques :
- anorexie : diminution ou perte de l'appétit ;
- asthénie : fatigue générale ;
- amaigrissement : perte de poids supérieure ou égale à 5 % du poids habituel.

Cette altération de l'état général peut être le seul signe révélateur de nombreuses maladies organiques ; elle témoigne d'une détérioration de l'état de santé global de l'individu.
Lorsque l'altération de l'état général est subie de façon très rapide, on peut parler « d'AEG extrême ».